# Мясоедов, Сергей Павлович
Серге́й Па́влович Мясое́дов (род. 1 октября 1954, Москва) — советский и российский социолог и экономист. Кандидат экономических наук, доктор социологических наук, профессор. Проректор Российской академии народного хозяйства и государственной службы. Директор Института бизнеса и делового администрирования РАНХиГС. Президент Российской ассоциации бизнес-образования. Заслуженный работник высшей школы Российской Федерации (2013), лауреат премии Правительства России в области образования (2011). Награждён Почетной грамотой Министерства образования и науки РФ (2012).

## Биография

### Образование и повышение квалификации
- В 1972 г. поступил на факультет международных экономических отношений МГИМО МИД СССР.
- В 1977 г. окончил МГИМО МИД СССР с красным дипломом по специальности «Экономист-международник со знанием иностранного языка».
- В 1981 г. защитил кандидатскую диссертацию на кафедре политэкономии МГИМО МИД СССР, получил ученую степень кандидата экономических наук.
- В 1991—1993 гг. проходил переподготовку в ведущих бизнес-школах мира:
  - 1991 г. — Durham University Business School, Великобритания. Программа подготовки предпринимателей в сфере малого бизнеса;
  - 1992 г. — Wharton School of the University of Pennsylvania, США. Программа переподготовки топ-менеджеров транснациональных компаний;
  - 1993 г. — Harvard Business School, США. Специализированная программа переподготовки менеджеров «Стратегия развития предприятия и управление человеческими ресурсами».
- В 2000 г. защитил докторскую диссертацию в МГУ им. М. В. Ломоносова на тему: «Кросс-культурный анализ становления и развития российского бизнес-образования». Доктор социологических наук.
- В 2002 г. получил звание профессора по междисциплинарной кафедре «Менеджмента и бизнес-стратегии» ИБДА АНХ при Правительстве РФ.

### Карьера
- С 1978 по 1997 гг. — преподаватель, старший преподаватель, доцент кафедры экономической теории МГИМО.
- В 1987—1990 гг. — заместитель декана по международной работе МГИМО; советник Управления международных экономических организаций в МИД СССР.
- В марте 1988 г. вместе с группой преподавателей МГИМО (А. Мануковский, В. Коновалов и Е. Абов) основал первую частную школу бизнеса в стране — Школу международного бизнеса МГИМО (ШМБ МГИМО), реорганизованную в 1996 г. в Институт бизнеса и делового администрирования. С 1988 по 1992 годы — проректор ШМБ МГИМО по учебной работе, с 1992 по 1996 год — по международной работе.
- В 1990—1991 гг. — советник-консультант в Комиссии Совета министров СССР («Комиссия Л. Абалкина») по проблемам экономической реформы, входил в состав экспертной группы Г. Милекяна по разработке акционерного законодательства страны.
- С 1996 г. — директор Института бизнеса и делового администрирования РАНХиГС — ведущей университетской школы бизнеса России.
- В 1998—1999 гг. входил в состав Координационного совета и коллектива авторов проекта по написанию и изданию 17 учебных модулей программы для менеджеров «Управление развитием организации». Проект осуществлялся при поддержке Национального фонда подготовки кадров (НФПК).
- С 2004 г. по 2008 г. — член Экспертного совета Министерства образования и науки РФ по программе МВА.
- С 2009 по 2018 гг — Председатель экспертного Совета при Первом вице-премьере Правительства России (Заместитель председателя правительства Российской Федерации — руководитель аппарата правительства Российской Федерации) по программе переподготовки управленческих кадров для народного хозяйства.
- С 2012 г. — проректор РАНХиГС.
- С 2012 г. по н/в — Президент Российской ассоциации бизнес образования (РАБО), Заместитель Председателя Президиума Национального совета делового и управленческого образования (НАСДОБР).
- С 2016 г. по н/в — член Экспертного Совета Рособрнадзора Российской Федерации.
- С 2018 г. по н/в — Член экспертного совета по дополнительному профессиональному образованию и корпоративному обучению, дополнительному образованию взрослых при Комитете Государственной Думы по образованию и науке.

## Общественная деятельность
Сергей Павлович Мясоедов стоял у истоков издания Российской ассоциации бизнес-образования (РАБО), с 2012 года по н/вр, является Президентом РАБО. Принимает участие в рамках Российской ассоциации бизнес образования (РАБО) в изучении и анализе потребностей российского бизнес-образования, распространении передового опыта. Является инициатором создания Национального совета делового и управленческого образования (НАСДОБР) — независимой профессиональной экспертной организации по оценке качества управленческих программ; системы национальной независимой аккредитации бизнес и управленческого образования.
Проводит занятия, тренинги, спецсеминары по лидерству и кросс-культурному менеджменту на программах магистратуры по менеджменту, МВА, ЕМВА ИБДА РАНХиГС и ряда ведущих бизнес школ России и зарубежных стран. Имеет богатый опыт управленческого консультирования по вопросам кросс-культурного менеджмента и по вопросам развития делового образования.
На протяжении многих лет представлял РАНХиГС, ИБДА РАНХиГС и РАБО в Американской ассоциации по развитию университетских бизнес школ (AACSB International), Европейском форуме развития менеджмента (EFMD), Международной ассоциации МВА (АМВА International); Восточно-европейской ассоциации развития менеджмента (CEEMAN) и др.
Осуществляет стратегическое руководство развитием ведущей бизнес школы страны — ИБДА РАНХиГС
Принимал деятельное участие в получении ИБДА РАНХиГС высшей российской аккредитации программ МВА — аккредитации НАСДОБР, высшей международной аккредитации для бизнес школ — аккредитации AACSB International (ИБДА получил её первым в истории России), наиболее престижной международной аккредитации программ МВА — аккредитации АМВА International.
Инициировал участие программ ИБДА РАНХиГС в наиболее престижном рэнкинге мира для программ МВА/ЕМВА — рэнкинге газеты «Файнэншл Таймс», в результате чего две совместных программы ЕМВА ИБДА с Гренобльской высшей школой менеджмента и Антверпенской школой менеджмента впервые в российской истории в 2017 году вошли в рэнкинг 100 лучших программ ЕМВА планеты и находятся там до настоящего времени.
Мясоедов С. П. является автором 10 монографий, соавтор 5 коллективных монографий; опубликовал более сотни статей и интервью по проблемам развития бизнес-образования, кросс-культурному менеджменту, лидерству, проблемам экономического развития России. Всего более 140 авторских печатных листов.
Консультирует зарубежные компании и школы бизнеса по проблемам управления (кросс-культурный менеджмент), экономической реформы в России и вопросам бизнес-образования.
Читает курс лекций по менеджменту, кросс-культуре и лидерству в ИБДА РАНХиГС, проводит тренинги и семинары по вопросам экономической реформы, инвестирования, кросс-культурных аспектов управления для предпринимателей и управленческого персонала РФ, стран СНГ, США и Европы. Участвует в научных исследованиях по проблематике бизнес-образования.
Является автором выпущенного в 2019 году нового учебника «Кросс-культурный менеджмент» (для бакалавриата и магистратуры), рекомендованного Учебно-методическим отделом высшего образования в качестве учебника для студентов высших учебных заведений, обучающихся по экономическим направлениям и специальностям.

## Текущая деятельность
- Проректор Российской академии народного хозяйства и государственной службы при Президенте Российской Федерации (РАНХиГС)
- Директор Института бизнеса и делового администрирования РАНХиГС;
- Президент Российской ассоциации бизнес-образования (РАБО).
- Заместитель Председателя Президиума Национального совета по независимой оценке качества делового и управленческого образования (НАСДОБР), учрежденного РАБО, РСПП, ТПП, Ассоциацией менеджеров, Ассоциацией российских банков, Деловой Россией, ОПОРОЙ России.
- На протяжении ряда лет являлся:
- — Членом Совета директоров AACSB International (крупнейшая и наиболее престижная аккредитующая Ассоциация школ бизнеса мира). С 2016 по 2022 гг.;
- — Председателем Наблюдательного Совета AACSB International по Европе, Ближнему Востоку и Африке (с 2015 г по 2016 гг);
- — Членом Совета директоров СЕЕМАN (Central and East European Management Development Association), Словения. С 2015 по 2022 гг.;
- — Членом Наблюдательного Совета Антверпенской школы менеджмента, Бельгия. С 2016 по 2022 гг.;
- — Членом аккредитационной комиссии EDAF (Deans across Frontiers) EFMD (The European Foundation for Management Development), Бельгия, с 2006 по 2014 гг.
- Член экспертного совета по дополнительному профессиональному образованию и корпоративному обучению, дополнительному образованию взрослых при Комитете Государственной Думы по образованию и науке. С 2018 г. по н/в
- Член Комитета по профессиональному обучению и профессиональным квалификациям Российского союза промышленников и предпринимателей (РСПП). С 2010 г. по н/в
- Член редколлегии журнала «Проблемы теории и практики управления». По н/в
- Член аккредитационной комиссии EDAF (Deans across Frontiers) EFMD (The European Foundation for Management Development), Бельгия, с 2006 по 2014 гг.

## Научные труды
- «США: попытки сохранить экономическое лидерство», М.: Международные отношения, 1985. − 168 с. (12 п.л.)
- «Биржа и финансовые потрясения капитализма конца 80-х годов (Диалог учёного и журналиста)», М.: Знание, 1988. — 63 с. (в соавт. с Фединским Ю. И.)
- «Общество на паях», М.: Политиздат, 1991. — 160 с. (в соавт. с Фединским Ю. И.)
- «Организация и управление внешнеэкономической деятельностью: 17-модульная программа для менеджеров „Управление развитием организации“». Модуль 10. — Учебный вариант № 5. Психологические и культурные различия иностранных потребителей. — М.: Изд-во «ИНФРА-М», 1999.
- «Социокультурный анализ российского бизнес-образования». М.: Изд-во «Интел-Синтез», 2000. — 260 с.
- «Управление современной компанией», М.: Изд-во «Инфра-М», 2001. — 586 с./23 с. (Коллектив российских и американских авторов). — учебник
- «Введение в кросс-культурный менеджмент», М.: Изд-во «Дело», 2002. — 18 п.л.
- «Основы кросс-культурного менеджмента. Как вести бизнес с представителями других стран и культур», М.: Изд-во «Дело» АНХ, 2012. — 256 с.
- «Междисциплинарный словарь по менеджменту» М.: Изд-во «Дело» АНХ, 2005. — 256 с.
- «Культурно-этические проблемы в международном менеджменте». М.: Изд-во «Дело» АНХ, 2008 г. — 10 п.л. (в соавторстве с Борисовой Л. Г., Зориной И. Ю.)
- «Стратегическое управление организационным развитием» М.: Изд-во «Дело» АНХ, 2008. — 10 п.л (в соавторстве с Борисовой Л. Г., Зориной И. Ю.)
- «Российская деловая культура: воздействие на модель управления» М.: Изд-во «Дело» АНХ, 2008. — 7 п.л. (в соавторстве с Колесниковой И. В., Борисовой Л. Г.).
- «Российская деловая культура: воздействие на модель управления» М.: Изд-во «Дело» АНХ, 2008 — 7 п.л. (в соавторстве с Колесниковой И. В., Борисовой Л. Г.).
- «Российская деловая культура: воздействие на модель управления», М.: Изд-во «Дело», АНХ, 2009. — 92 с/5.75 п.л. (в соавторстве с Борисовой Л. Г., Колесниковой И. В.)
- «Управление бизнесом в различных деловых культурах», М.: Изд-во «Вершина», 2009. — 320 с.
- Предисловие к российскому изданию монографии В. Д. Чухломина «Революция e-learning: опыт применения онлайн-технологий в американском бизнес-образовании». — Томск : Изд-во Томск. гос. ун-та систем управления и радиоэлектроники, 2014. — 184 c.
- Мясоедов C.П., Мартиросян Э. Г., Сергеева А. А. «Глобальная мобильность персонала: практические аспекты», Проблемы теории и практики управления, № 10/2014
- Мясоедов C.П., Мартиросян Э. Г., Сергеева А. А. «Современные формы и стратегии глобальной мобильности персонала», Бизнес-образование, № 2 (36) 2014.
- Глава по маркетингу в книге «Advanced Management for Deans», edited by Terri Friel, Doctus Consulting (учебник для деканов, изданный в США в 2016 г.)
- «Кросс-культурный менеджмент: учебник для бакалавриата и магистратуры» 3-е издание, М.: Издательство Юрайт, 2019—314 стр. (в соавторстве с Борисовой Л. Г.)
- Статья в журнале «Global Focus» EFMD (European Foundation for Management Development): Sergey Myasoedov, Dmitry Katalevsky and Ashot Seferyan «The new normal of business education: In search of a new common sence», январь 2022 г.
- Авторская редакция и перевод статьи в журнале EFMD «Global Focus» на русском языке: «Новая нормальность» бизнес образования: в поисках нового смысла", 2022 г.

## Личная жизнь
Мясоедов Сергей Павлович женат, у него сын, две дочери, внук и внучка.
Хобби: путешествия, горные лыжи, катание на снегоходах, чтение, классическая музыка.